# Bulbul embridat cuaverd
El bulbul embridat cuaverd (Bleda eximius) és una espècie d'ocell de la família dels picnonòtids (Pycnonotidae). Habita la malesa de la selva de l'Àfrica Occidental, des del sud-est de Sierra Leone, a través de Libèria i Costa d'Ivori fins a Ghana. El seu estat de conservació es considera gariebé amenaçat.